# Billy Boyd (acteur)
Pour les articles homonymes, voir Billy Boyd et Boyd.
William « Billy » Boyd, né le 28 août 1968 à Glasgow, en Écosse, est un acteur et musicien britannique.
Il est rendu célèbre grâce à son rôle de Peregrin « Pippin » Touque, dans l'adaptation cinématographique du Seigneur des anneaux (2001-2003).

## Biographie
Ayant reçu une éducation musicale (guitare, basse et batterie) et artistique (diplôme en Art Dramatique au Royal Scottish Academy of Music and Drama), il a été relieur de livres pendant six ans avant de devenir acteur.
Acteur à l'accent écossais très perceptible, il cultive ses racines écossaises et revêt le kilt à l'occasion. Il possède une demeure à Lesmahagow (South Lanarkshire) avec sa compagne Alison McKinnon.
En 2014, Boyd a écrit et interprété la chanson The Last Goodbye, jouée pendant les crédits de fin du film Le Hobbit : La Bataille des Cinq Armées.

## Filmographie
- 1998 : Urban Ghost Story
- 1998 : The Soldier's Leap
- 1999 : Julie and the Cadillacs
- 2001 : Le Seigneur des anneaux : La Communauté de l'anneau de Peter Jackson : Peregrin Touque dit Pippin
- 2002 : Le Seigneur des anneaux : Les Deux Tours de Peter Jackson : Peregrin Touque dit Pippin
- 2002 : Sniper 470
- 2003 : Le Seigneur des anneaux : Le Retour du roi de Peter Jackson : Peregrin Touque dit Pippin
- 2003 : Master and Commander : De l'autre côté du monde (Master and Commander: The Far Side of the World) de Peter Weir : Barrett Bonden
- 2004 : Instant Credit
- 2004 : Le Fils de Chucky de Don Mancini : Glen / Glenda (voix)
- 2005 : Midsummer Dream
- 2005 : Save Angel Hope
- 2005 : Une belle journée (On a Clear Day) de Gaby Dellal : Danny
- 2005 : Ringers: Lord of the Fans de Carlene Cordova
- 2006 : The Flying Scotsman (en) de Douglas Mackinnon
- 2008 : Stone of Destiny de Charles Martin Smith : Bill Craig
- 2009 : Jusqu'à toi de Jennifer Devoldère : Rufus, le meilleur ami de Jack.
- 2010 : Moby Dick, téléfilm de Mike Barker : Elijah
- 2010 : Pimp de Robert Cavanah
- 2011 : Irvine Welsh's Ecstasy de Rob Heydon : Woodsy
- 2011 : Glenn de Marc Goldstein : Jack
- 2011 : Les Sorcières d'Oz de Leigh Slawner : Nick
- 2013 : The Forger de Lawrence Roeck : Bernie
- 2019 : Outlander de Ronald D. Moore : Gerald Forbes (saisons 4 et 5)
- 2019 : Grey's Anatomy S15 E13 : Mr Anderson
- 2020 : Hollywood : Noël Coward (mini-série)
- 2022 : Chucky : G.G. Valentine (voix)

## Radiographie
- Dirk Gently's Holistic Detective Agency, Douglas Adams

## Voix françaises
En version française, Pierre Tessier est la voix régulière de Billy Boyd depuis la trilogie du Seigneur des anneaux.
À titre exceptionnel, il est doublé par Alexandre Nguyen dans Le Fils de Chucky, Olivier Brun dans Une belle journée, Sébastien Desjours dans Hollywood, ZeratoR dans La Guerre des Rohirrim et Serge Faliu dans Dog Man.